# Monument de Guillaume Ier (Hambourg-Altona)

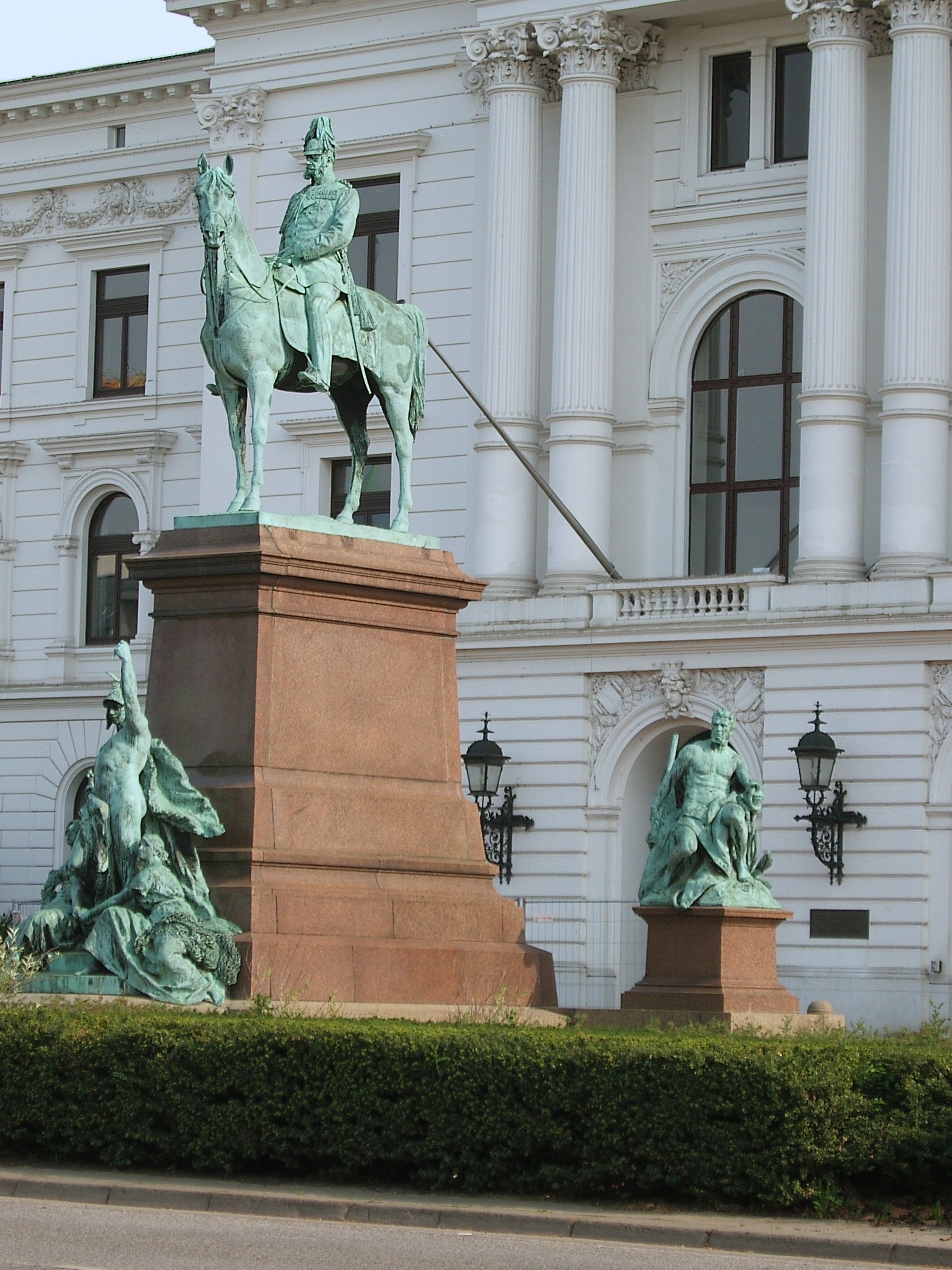
Monument de l'empereur Guillaume.

Le monument de l'empereur Guillaume Ier (Kaiser-Wilhelm-I.-Denkmal) est un monument situé à Hambourg en Allemagne. Il se trouve dans l'arrondissement d'Altona devant l'hôtel de ville et représente l'empereur Guillaume Ier, fondateur de l'unité allemande. Il se présente sous la forme d'une statue équestre de l'empereur entourée de trois figures allégoriques. L'ensemble a été conçu par le sculpteur Gustav Eberlein et inauguré en 1898. 

## Histoire

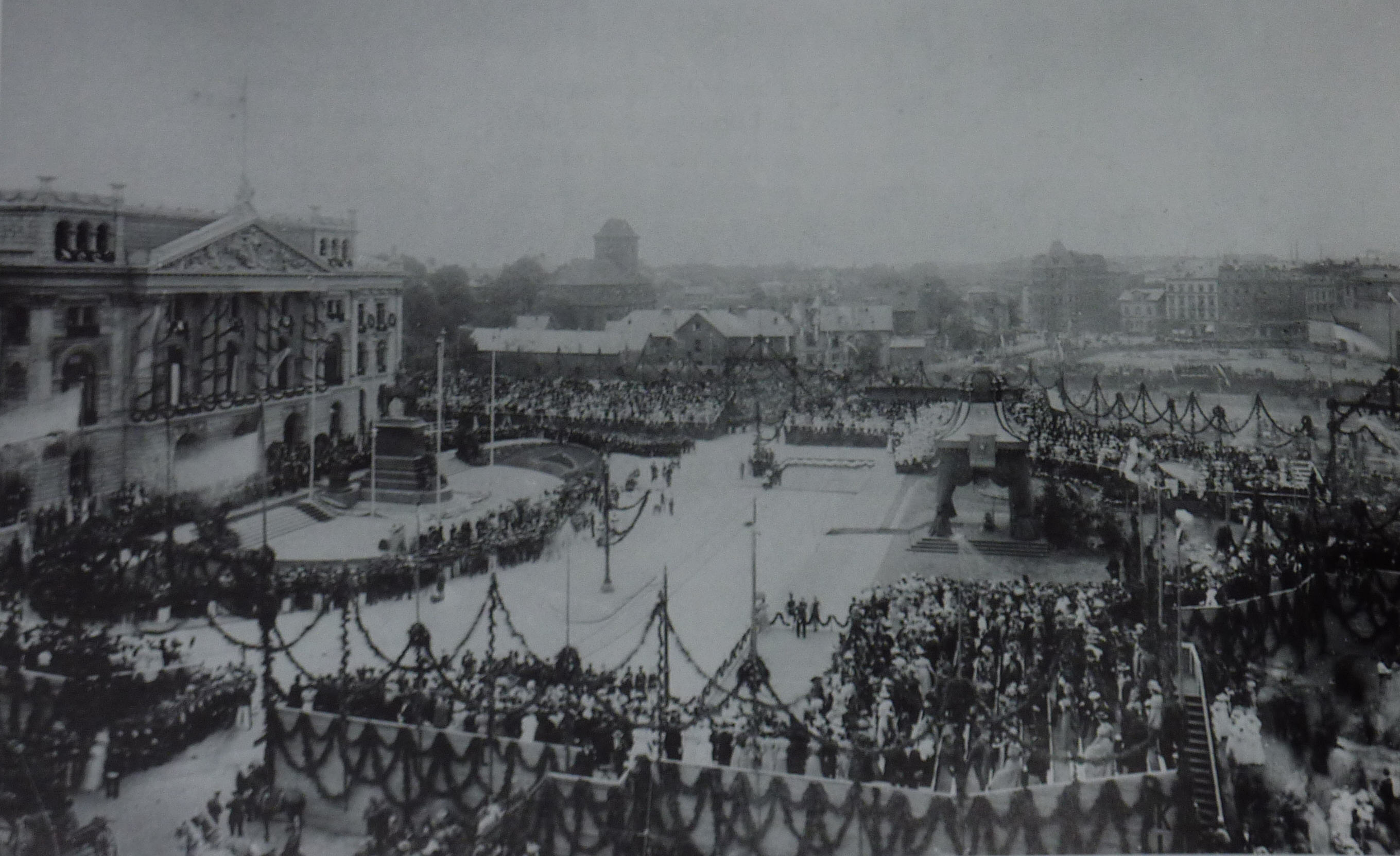
Inauguration du monument.

Après la mort en 1888 du roi de Prusse, premier empereur d'Allemagne, un grand nombre de municipalités de l'Empire allemand décident de lui rendre hommage en faisant ériger des monuments en son honneur. La ville d'Altona (depuis 1938 partie de Hambourg) qui faisait partie alors de la province prussienne du Schleswig-Holstein lui fait elle aussi dresser une statue. Ce monument se trouve juste en face de la façade Nord de l'hôtel de ville, dos à l'édifice. Il est solennellement inauguré le 18 juin 1898 en présence du petit-fils de Guillaume Ier. La ville libre et hanséatique de Hambourg lui érige à son tour une statue équestre en 1903.

## Description

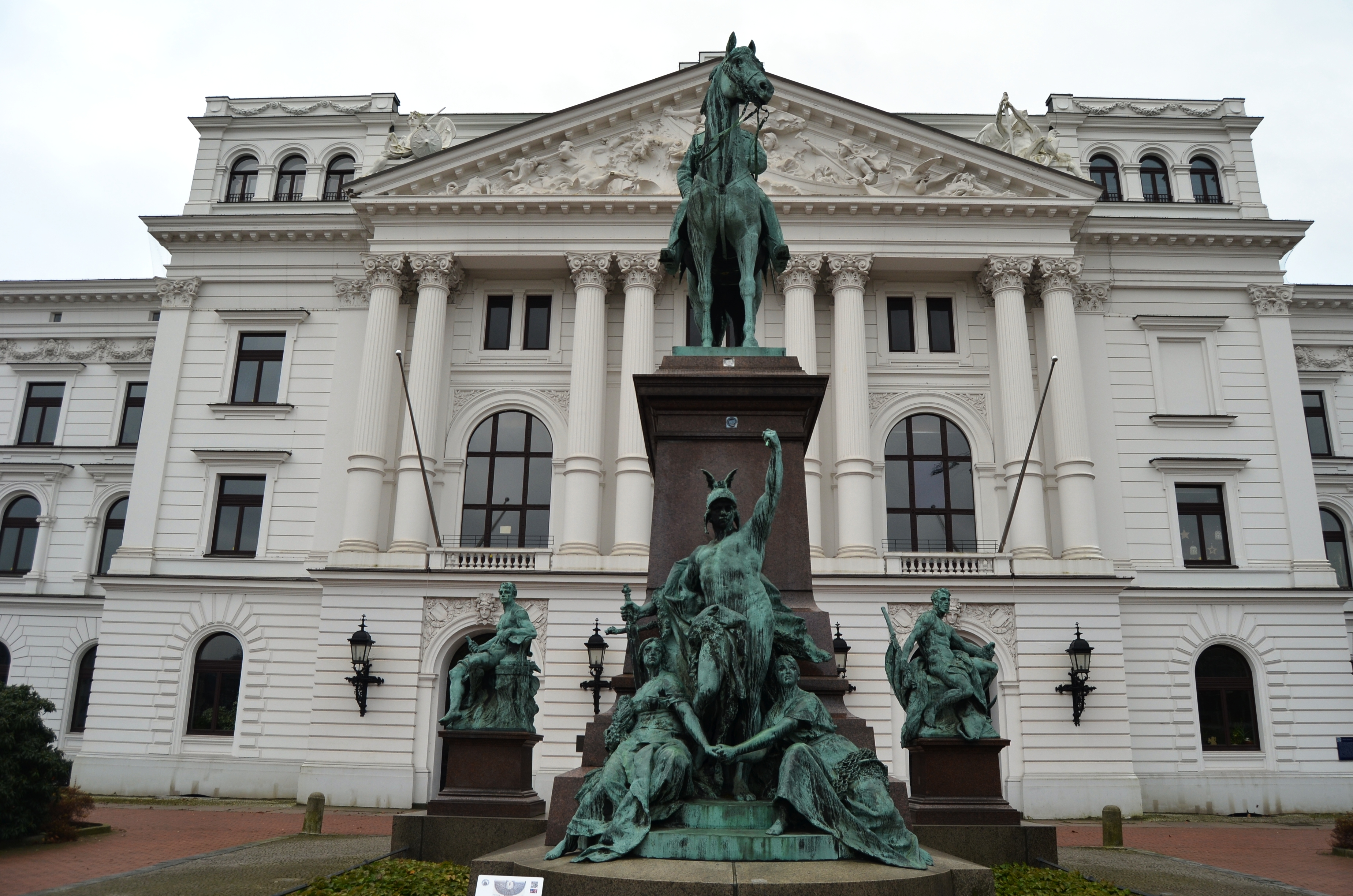
Devant l'hôtel de ville d'Altona.

La statue équestre de l'empereur est juchée sur un haut piédestal. Guillaume est vêtu de son uniforme de général et casqué. Il tient les rênes de la main gauche. Contrairement au monument sur la place du marché de l'hôtel de ville de Hambourg, où le cavalier fait face à l'hôtel de ville, le cavalier d'Altona tourne le dos à l'hôtel de ville. À Altona, la mairie est devenue une toile de fond, tandis qu'à Hambourg le contraste entre l'empire et la république de la ville libre est ainsi souligné.
Devant le piédestal de la statue, un guerrier debout, nu et casqué, représente la force militaire allemande, le point levé. Devant le guerrier se trouvent deux femmes qui se tiennent la main. Elles sont censées représenter les duchés de Schleswig et du Holstein, revenus à la Prusse sous le gouvernement de Guillaume Ier à la suite de la Guerre des Duchés.
Des deux côtés derrière la statue équestre, deux figures allégoriques sont représentées sur leurs propres piédestaux. Le forgeron  représenté sous les traits d'un jeune homme assis symbolise l'avenir du commerce et de l'industrie. Le pêcheur sous les traits d'une homme mûr et puissant représente la force du commerce et des expéditions commerciales maritimes. 

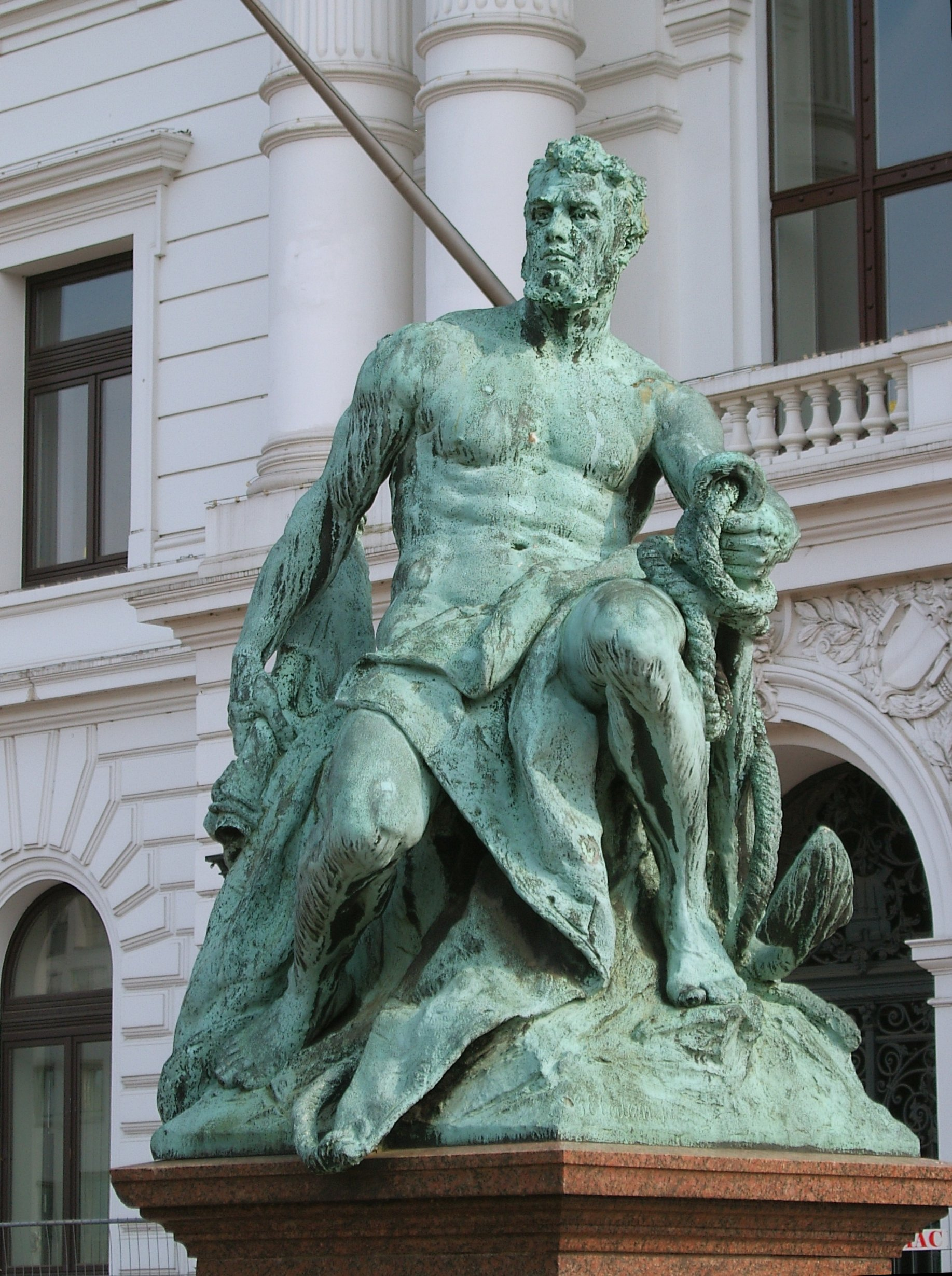
Le Pêcheur.
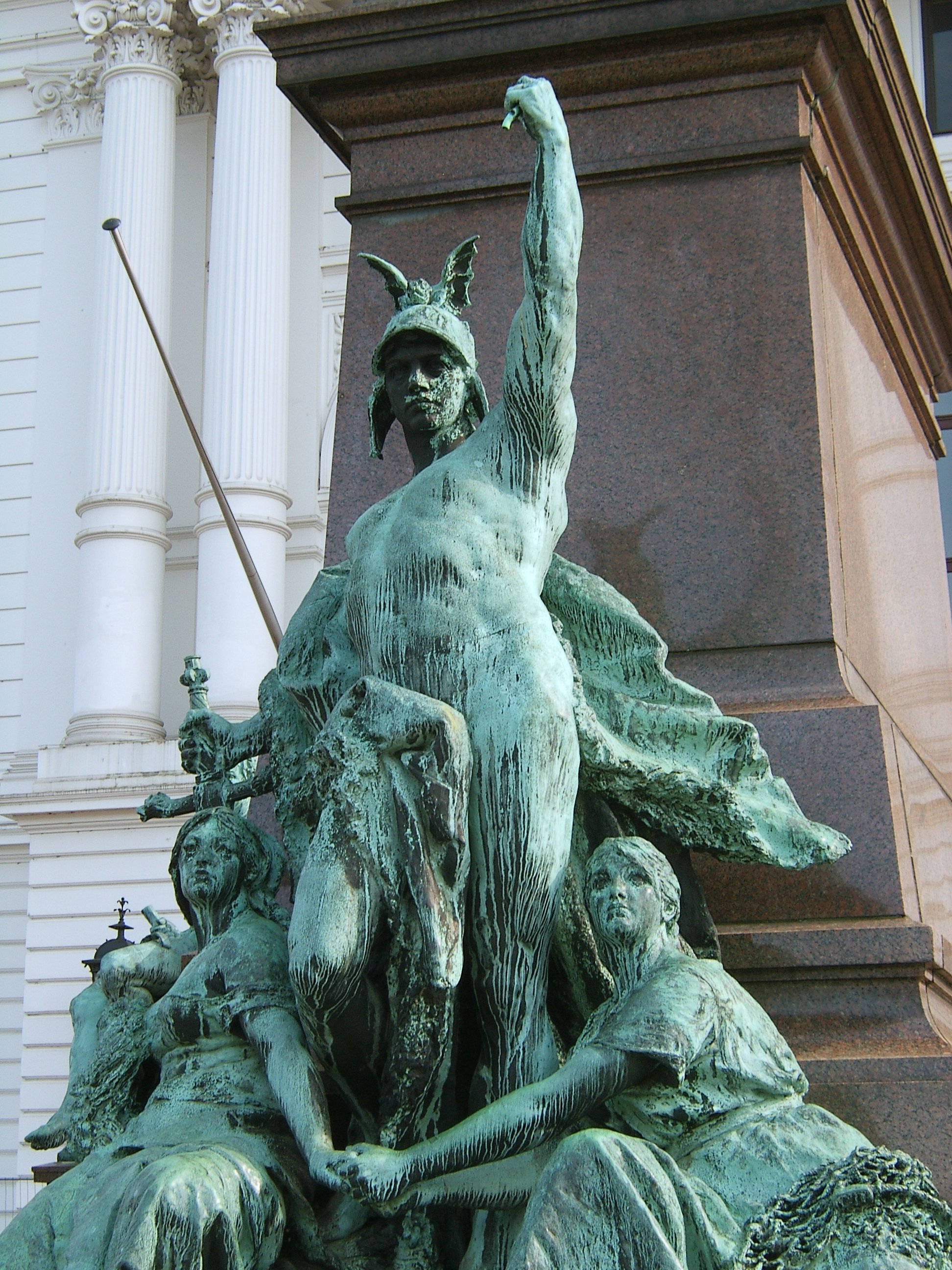
Le Guerrier avec les figures du Schleswig et du Holstein.
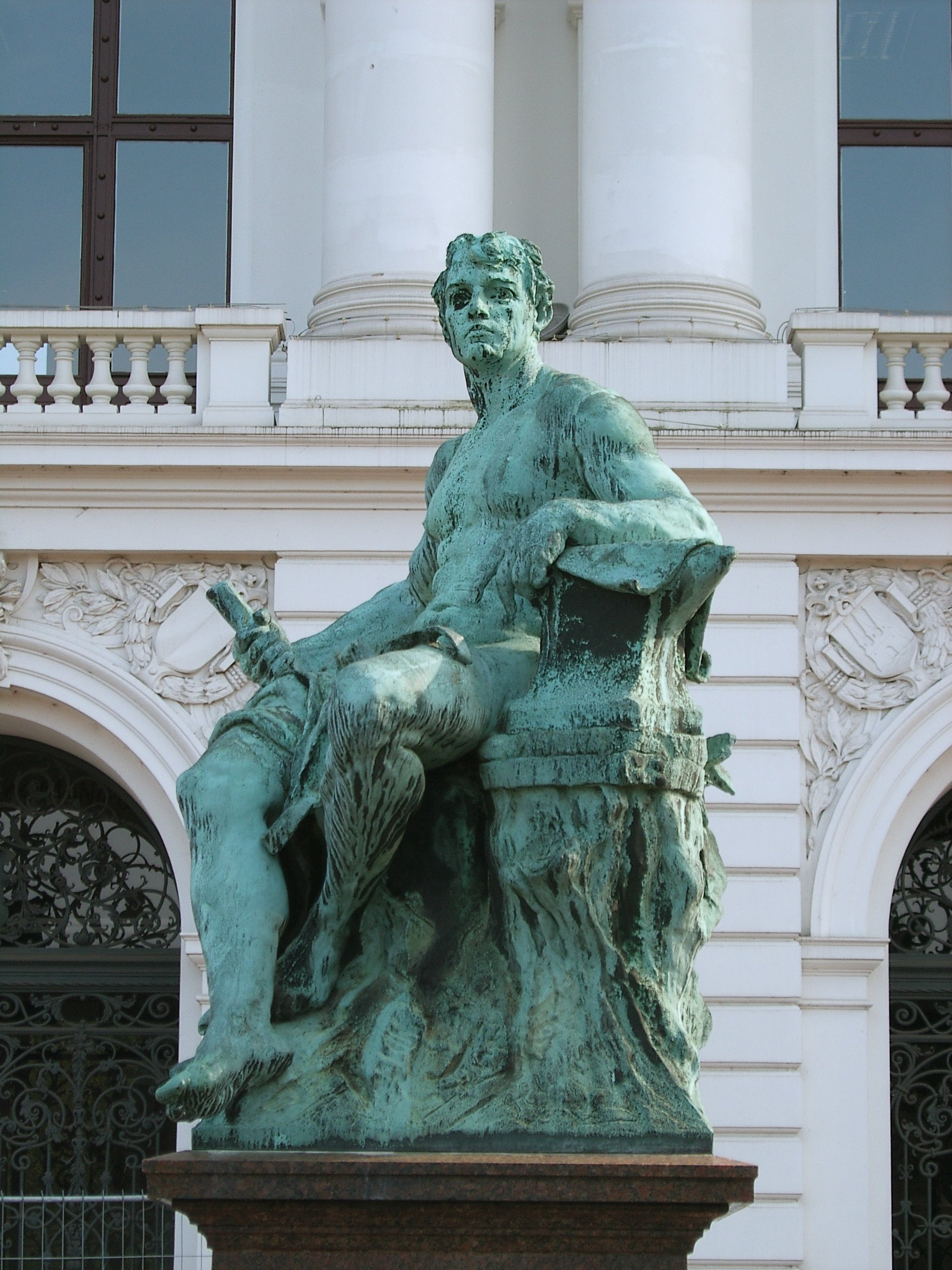
Le Forgeron.

## Source de la traduction
- (de) Cet article est partiellement ou en totalité issu de l’article de Wikipédia en allemand intitulé « Kaiser-Wilhelm-I.-Denkmal (Altona) » (voir la liste des auteurs).